# 肖永平
肖永平，武汉大学国际法研究所所长，从事国际私法，国际贸易法等领域研究。兼任中国国际私法学会常务副会长、中国法学会常务理事等职。

## 生平
1988年获西南政法大学法学学士学位，1993年获武汉大学法学博士学位。曾在格罗宁根大学、伯明翰大学、天普大学、哈佛大学从事合作研究。